# Filipe de Brito e Nicote
Filipe de Brito e Nicote, também referido como Filipe de Brito de Nicote (Nicot em França) ou apenas Filipe de Brito (Lisboa, 1566? – Sirião (Birmânia), 1613) foi um aventureiro português. Chegou a ser proclamado Rei do Pegu ou Rei de Sirião, e a história da Birmânia dá-lhe o nome de Nga Zingar.

## Biografia

### Nascimento
Nasceu em Lisboa, de pai francês que, segundo Cayetano J. Socarras chamava-se Jules Nicot ou Júlio de Nicote. Este último, era "provavelmente irmão do famoso embaixador [em Portugal] e linguista francês, Jean Nicot"". Socarras, pretende a seguir que nasceu "em data incerta entre 1550 e 1560", mas propõe logo a data de 1566, esta sem dúvida mais provável, porque Jean Nicot ou João de Nicote esteve em Lisboa apenas de 1559 a 1561, voltando depois para Paris, enquanto seu irmão teria ficado em Lisboa, naturalisando-se e mudando seu nome para Júlio de Nicote. Diz-nos também que "casou com uma senhora Portuguesa, Marquesa de Brito ("Marquesa" sendo aqui apenas um nome, e não um título de nobreza), filha dum Filipe de Brito, que foi Camareiro de D. Duarte de Portugal, Arcebispo de Braga, e de sua irmã consanguínea, a Infanta D. Maria Manuela, a futura esposa de Filipe II de Espanha", e neto materno dum Lopo de Brito, o futuro explorador tomando o nome de família de sua mãe.
Fidalgo da Casa Real de D. Filipe II de Portugal e Cavaleiro da Ordem de Cristo, serviu na Índia na Conquista dos Reinos do Pegu e na Fortaleza de Sirião, que defendeu e sustentou.
Sobre ele Manuel de Faria e Sousa (de quem temos uma das mais extensas relaçãos da vida deste aventureiro) não refere de ascendência tão ilustre, informando-nos apenas que em Lisboa tinha o emprego de carvoeiro.

### Ao serviço do rei de Arracão
Pelos anos de 1590 encontramo-lo na Birmânia, comerciante em sal na ilha de Sundiva, e depois ao serviço do rei Xilimixa do Arracão (ou em birmanez Min Raza Gyi, e não como fica dito em vários sítio Min Phalong ou Sikandar Shah que era seu pai).
Em 1581, Nanda, ou Nanda Bayin ou Nandabayin, sucedeu a seu pai Bayinnaung, como quarto monarca da dinastia Taungû do Pegu (Myanmar). Teve que combater várias revoltas nos seus domínios, e teve mesmo que defender a sua própria capital, Pegu contra os Siameses.
Em 1599, começou uma outra revolta, desta vez fomentada pelos seus próprios irmãos (Minye Thihathu, vice-rei de Taungû, e os vice-reis de Prome e de Ava). Esses irmãos obtiveram a ajuda do rei Salim Shah (Min Raza Gyi), do Arracão e dos capitães mercenários Salvador Ribeiro de Sousa e Filipe de Brito e Nicote, que deram assalto a Pegu e prenderam o rei Nandabayin.

### Alfândega de Sirião
Xilimixa, "tendo-se apoderado ele mesmo da coroa do reino de Pegu, e desejando mostrar sua gratidão aos portugueses que o tinham assistido, deu-lhes o porto de Sirião ou Siriam, (Thanlyeng ou Thanlyin, vila do distrito de Rangoon, no lado esquerdo do Rio Pegu (um dos braços do Rio Irauádi), a perto de três milhas da sua foz)"; para (segundo outro texto) "receber dobaixo da sua proteção os fugitivos Peguanos que tivessem vontade de voltar."
Filipe de Brito convenceu o rei de construir aí uma casa de Alfândega, para aumentar as ruas rendas no comércio do Pegu. "Seu intento era que levantada a feitoria, se levantassem os portugueses com ela, e melhorando-se de Fortaleza, conquistassem desde ali o Reino. Estava bem longe da astúcia o Rei: e acabada a obra entregou-a a um vassalo seu, chamado Banhadala."
Banhadala, suspeitando os desenhos de Nicote, fortificou o lugar e não permitiu que nenhum português pudesse entrar com a excepção de um frade dominicano, chamado Belchior da Luz. Nicote, "vendo que não o segundava a esperança conforme à sua imaginação, quiz executar-la, antes que crescidas as fortificações, lhe impossibilitasse mais a Empresa.(…) [ Para esse fim, ele com três capitães (João de Oliva, Paulo do Rego, e Salvador Ribeiro de Sousa), e mais cinquenta portugueses, fizeram um ataque súbito ao forte. ] Executaram a ordem de Nicote de modo que alcançaram o nome de Fundadores do Domínio Português naquele Reino."

### Primeira batalha contra Banhadala
"Banhadala parece que adivinhava os desenhos dos portugueses: e (…) trazia o pensamento de sacudi-los dalí no mesmo tempo que o Salvador [ pensava ] fazer-lhe o mesmo. Aquele compôs grandes máquinas de fogo para queimar a feitoria deste e este noticioso da fábrica esteve alerto com sua gente. Veio a noite assinalada por o incêndio, e começaram a aparecer muitos carros de chamas guarnecidos com seiscentos escudeiros peguanos. Começaram a obrar irremediavelemente; e os portugueses abandonando a feitoria, passaram à fortaleza de Banhadala, onde lhe mataram tanta gente, que lhe foi preciso abandonala, fugindo para uma ilha pouco distante. Fortificado nela, e juntos mais de mil homens, para sustentalos, meteu bem o punho no tesouro da Pagode de Digan."
"O rei, logo que ouviu falar desse procedimento, decidiu enviar o alívio imediato a Banhadala; mas o Nicote, quem parece ter ganhado uma influência extraordinária sobre Xilimixa (Salim Shah/Min Raza Gyi), dissuadiu-o de fazer algo de semelhante, pela razão que Banhadala era um ladrão sacrílego, e ofereceu os seus próprios serviços para ajustar matérias com os portugueses. A isto o Rei prontamente concordou, e logo após Nicote deu as ordens necessárias para concluir os trabalhos da fortificação na chamada Casa da Alfândega, dobaixo das suas próprias directivas, e por seus próprios homens Portugueses."

### Nicote emGoa.Salvador Ribeiro de Sousa
"Logo que os trabalhos foram suficientemente avançados, Nicote voltou para Goa, com a intenção de oferecer o forte ao Vice-rei, deixando Salvador no comando da praça. Ao mesmo tempo persuadiu o rei que a sua expedição tinha o objetivo de obter a ajuda para a conquista do Bengala. Mas antes de partir, Nicote entrou em comunicação com vários Príncipes visinhos, propondo a cada um deles separadamente que, se se juntasse com o vice-rei na conquista projetada, poderia ficar facilmente Rei do Pegu, e alguns deles foram suficientemente persuadidos para enviar embaixadores ao vice-rei naquele objetivo ['e foi em companhia de alguns deles' "].

### Segundo ataque de Banhadala
"Apenas o Nicote tinha partido, o rei conheceu as suas intrigas, e cheio de indignação logo ordenou que todos os portugueses fossem expulsos do seu reino. Para o efeito, enviou Banhadala com uma frota e 6,000 homens. Esses foram encontrados por três navios com só trinta portugueses, comandados por Salvador Ribeiro de Sousa, que, em curto espaço de tempo, e sem perder um homem, mataram vários inimigos, capturaram quarenta barcos, e puseram o resto em fuga."

### Terceiro ataque de Banhadala, com o rei de Prome
"O Xilimixa então obteve a ajuda do rei de Prome, e uma força combinada de 1 200 velas atacou o lugar pela água, enquanto 40 000 homens atacavam por terra. Salvador Ribeiro, com uma mão cheia dos seus compatriotas, retiraram-se na fortaleza, que defenderam heroicamente. Vendo que o inimigo não observava nenhuma determinada ordem no ataque, Ribeiro fez um ataque repentino uma noite, e caíndo energicamente neles, matou o seu general e pôs o exército inteiro em fuga."

### Quarto ataque de Banhadala
"O Banhadala pouco tempo depois novamente sitiou o forte, com um exército de 8,000 homens, e, boa arthilharia, bombardeou o lugar durante um dia inteiro, e no meio da noite avançou com seus homens calmamente, e fez um assalto. A este ataque foi resistido com tanto vigor que os assaltadores foram repelidos, e 1,000 corpos mortos do inimigo foram encontrados no fosso pela manhã seguinte. [ "confessaram depois os Bárbaros haver visto contra si entre os nossos soldados, um capitão posto em cavalo branco. Creram todos que seria o Apostólico Patrão das Armas Espanholas." ] O inimigo continuou o cerco durante oito meses. Um pouco da guarnição portuguesa desertou, mas, para impedir outros de seguir o mesmo exemplo, Ribeiro fez queimar todos os barcos que estavam no porto."

### Reforços de Goa
"Logo que o vice-rei [ Aires de Saldanha que vinha de suceder a Francisco da Gama ] soube do sucedido em Siriam, enviou reforços, com a chegada dos quais Ribeiro se encontrou à cabeça de 800 homens, com que determinou assumir a ofensiva. Tendo feito todos os planos necessários com esta finalidade, caíu inesperadamente nas construções do inimigo, que resistiu com grande coragem, mas depois de uma luta obstinada, as tropas portuguesas foram novamente vitoriosas, e o exército de Banhadala foi forçado a fugir. Ribeiro destruiu então todas as obras que tinham sido construídas para o ataque." [Diz Faria: "foi visto fugir por espáço de três léguas, de onde esteve olhando a fumaça, e até mesmo as chamas, que arrabatadamente iam lambendo quantas fábricas tinha levantado em quase um ano"]

### Quinto ataque de Banhadala
"O forte agora aliviado da presença do inimigo, Ribeiro permitiu à maioria das suas tropas dispersar-se durante algum tempo, conservando só os 200 [ enviados pelo Vice-Rei ] dentro da fortaleza. Enquanto os portugueses foram assim espalhados, Banhadala voltou a fazer o cerco, com alguns castelos portáteis e vários tipos de bombardas. Os defensores foram reduzidos a grandes extremidades, e o sucesso do combate ficava extremamente duvidoso, quando um meteoro de fogo apareceu nos céus, assustando os sitiadores que fugiram, deixando todos os seus castelos para trás, e esses foram rapidamente destruídos pelos portugueses."

### Rei do Pegu
"Além deste êxito, Ribeiro também ganhou uma vitória sobre o Rei Massinga, na província de Camelan (Kamanlay?), na qual o rei foi morto, e grande dano feito ao seu país, tanto por terra como por mar. Devido a essas vitórias a reputação dos portugueses foi tão grande com a gente do Pegu, que rapidamente quiz sêr empregada por eles, até que dentro de um tempo curto puderam receber os serviços de 20,000 naturais. Esses, em consideração ao êxito alcançado por Filipe de Brito e Nicote, e o seu bom temperamento (por causa do qual eles o chamaram "Changá", ou "Homem Bom "), proclamaram-no rei. Como ele estava aínda ausente, Salvador aceitou a coroa em seu nome, mas logo que voltou Nicote recebeu o reino em nome do rei de Espanha e Portugal. A capitanía do forte de Siriam agora recaíu sobre Rodrigo Álvares de Sequeira, que acidentalmente o queimou, ficando de pé apenas as paredes."

### Casamento
"Nicote parece que teve tanto sucesso com o Vice-rei como tinha tido com Xilimixa, e ter exercido uma influência poderosa sobre ele, para que ele não só aceitou cada exigência de Nicote, mas casou-o com com uma sobrinha sua [ em realidade sua filha, Luisa de Saldanha ] que tinha nascido em Goa de uma mulher javanesa. Também concedeu-lhe o título de "Comandante de Siriam, e General das Conquistas do Pegu". Nicote então voltou a Siriam com reforços, e seis navios. Tendo chegado a Siriam ele rejuntou o forte, construiu uma igreja, e enviou um presente rico ao Rei de Arracão, que tinha enviado uma delegação para cumprimentá-lo sobre a sua chegada. Emitiu então ordens quanto à casa da alfândega, conforme as instruções que tinha recebido do Vice-rei, todos os navios que comerciavam na costa de Pegu devendo fazer as suas entradas lá. Como certos navios da costa de Coromandel recusaram obedecer a essas ordens, Nicote enviou a Dom Francisco de Moura com seis navios para forçar a obediência. O que foi realizado eficientemente, e, além disso, foram capturados dois barcos que pertenciam a Achin, com uma rica carga a bordo."

### Brasão de Armas
Por seus serviços mereceu do monarca D. Filipe II a concessão de Carta de Armas Novas, dadas com o Apelido de Brito de Nicote, designando-lhe por Solar o Castelo de Seriam. Esta Concessão tem data de 27 de Março de 1608 e, no ano seguinte, Filipe de Brito e Nicote houve Despacho Régio para revisão das Armas referidas, cuja alteração se ignora. As Armas dos de Brito de Nicote são: cortado, o 1.º de vermelho, com um castelo de ouro, lavrado de negro, aberto e iluminado de azul, ladeado de seis besantes de prata alinhados em pala, 3 à direita e 3 à esquerda, o 2.º de prata, ondado de azul; timbre: o castelo do escudo encimado por um dos besantes.

### Morte
Taungû foi atacada em 1612 pelos siameses e os Portugueses, com base em Sirião. Em retaliação, Anaukpetlun, filho do Príncipe Nyaungyan Min da Alta Birmânia, que lançara uma invasão da Baixa Birmânia, apoderando-se de Prome em 1607 e de Taungû em 1610, sitiou a cidade, então nas mãos do mercenário Filipe de Brito e Nicote. Apoderou-se dela em finais de 1613, fazendo empalar Brito e escravizar os sobreviventes Portugueses e euroasiáticos (chamados bayingyi), que foram transferidos para duas aldeias perto de Shwebo e ficaram a formar um corpo hereditário de artilheiros ao serviço dos reis da Birmânia. Ainda hoje, os bayingyi continuam a viver à volta do vale do rio Mu.